# Kolomban
Kolomban este o localitate din comuna Koper, Slovenia, cu o populație de 480 de locuitori.